# 布莱恩·塞克斯顿
布莱恩·塞克斯顿（英語：Blaine Sexton，1892年5月3日—1966年4月29日），英国男子冰球运动员。他曾代表英国国家队参加1924年和1928年冬季奥林匹克运动会冰球比赛，其中1924年冬季奥运会获得一枚铜牌。